# Калоед короткорогий
Калоед короткорогий (лат. Onthophagus nuchicornis) — вид пластинчатоусых жуков из подсемейства скарабеин.

## Описание
Имаго длиной 6—9 мм. Тело чёрное, часто со слабым металлическим отливом. Крапинки на надкрыльях чёрные, иногда сливаются в различных направлениях в крупные пятна. Жуки характеризуются следующими признаками:
- у самцов задний киль головы вытянут в рожок или бугорок, у самок — пластинчатый;
- переднеспинка самок впереди с блестящим бугорком.

## Синонимы
В синонимику вида входят следующие биномены:
- Copris acornis Geoffroy, 1785
- Onthophagus alpinus Kolenati, 1846
- Onthophagus dillwyni Stephens, 1830
- Onthophagus immaculatus Mulsant, 1842
- Onthophagus indistinctus Mulsant, 1842
- Onthophagus rhinocerus Melsheimer, 1846
- Onthophagus rubripes Mulsant, 1842
- Onthophagus submarginalis Sahlberg, 1926
- Onthophagus vulneratus Mulsant, 1842
- Scarabaeus nuchicornis Linnaeus, 1758basionym
- Scarabaeus planicornis Herbst, 1785
- Scarabaeus trituberculatus Schrank, 1798
- Scarabaeus verticicornis Fabricius, 1775 non Laicharting, 1781
- Scarabaeus xiphias Fabricius, 1792